# Anita Wachter
Anita Wachter, avstrijska alpska smučarka, * 12. februar 1967, Schruns, Avstrija.
Anita Wachter je ena najuspešnejših alpskih smučark. Nastopila je na treh zimskih olimpijskih igrah in leta 1988 osvojila naslov olimpijske prvakinje v kombinaciji, leta 1992 pa še naslova podprvakinje v kombinaciji in veleslalomu. Na svetovnih prvenstvih je osvojila dveh srebrni in tri bronaste medalje. V svetovnem pokalu je osvojila en veliki kristalni globus za zmago v skupnem seštevku svetovnega pokala, dva mala kristalna globusa za zmago v seštevku posamičnih disciplin ter 19 zmag in 76 uvrstitev na stopničke.